# Scania-Higer A30
De Scania-Higer A30 is een bustype van het Chinese concern Higer Bus, in samenwerking met het Zweedse concern Scania. De samenwerking is in 2007 ontstaan, waarbij de samenwerking tussen de twee bedrijven vooral bedoeld was om de expertise van Scania in chassisbouw en aandrijvingen te combineren met de expertise van Higer in bussenbouw. Daarbij zouden beide bedrijven samen gaan werken aan de productie van bussen voor de touringcarmarkt. In 2010 werd uit deze samenwerking de A30 geïntroduceerd op de Australische markt, waarbij later ook andere landen volgden.

## Inzet
In Nederland wordt dit bustype ingezet sinds 2011. In 2011 bestelde EBS voor hun gewonnen concessie Waterland 47 bussen om dienst te doen op de Bizzliner. Deze bussen kwamen in dienst bij onderaannemer Oostenrijk, die de bussen ook inzetten voor tourvervoer. In 2015 schafte Connexxion Tours een bus aan voor voornamelijk pendelvervoer. In 2018 kwamen 22 bussen in dienst bij Qbuzz voor de concessie Drechtsteden, Molenlanden en Gorinchem om dienst te doen als snelbuzz.
| Bedrijf          | Aantal    | Series            | Inzet                                                               | Opmerkingen          |           |
| Nederland        | Nederland | Nederland         | Nederland                                                           | Nederland            | Nederland |
| ---------------- | --------- | ----------------- | ------------------------------------------------------------------- | -------------------- | --------- |
| Connexxion Tours | 1         | 225               | Pendelvervoer                                                       | Buiten dienst        |           |
| Blauw's Reizen   | 1         | 59-BND-7          | Tourvervoer                                                         | Buiten dienst        |           |
| Drenthe Tours    | 1         | 132               | Tourvervoer                                                         |                      |           |
| EBS (Oostenrijk) | 47        | 3001 - 3047       | Bizzliner (Waterland)                                               | Allen buiten dienst. |           |
| Het Maasdal      | 2         | 84-BLB-6 94-BLB-6 | Tourvervoer                                                         |                      |           |
| Qbuzz            | 22        | 6201 - 6222       | snelbuzz lijnen 387 en 388 (Drechtsteden, Molenlanden en Gorinchem) |                      |           |
| Noorwegen        |           |                   |                                                                     |                      |           |
| Agder Buss       | 19        | 309 - 327         | Evje og Hornnes                                                     |                      |           |
| Nordlandsbuss    | 18        | 6082 - 6099       | Bodø                                                                |                      |           |